# Oleksandr Worobjow
Oleksandr Serhijowytsch Worobjow (ukrainisch Олександр Сергійович Воробйов; * 5. Oktober 1984 in Dniprodserschynsk, Ukrainische SSR) ist ein ehemaliger ukrainischer Turner. Sein Spezialgerät waren die Ringe.

## Erfolge
Oleksandr Worobjow gewann mit seiner ersten internationalen Medaille auch sogleich den Titel, als er bei den Europameisterschaften 2007 in Amsterdam an den Ringen mit 16,325 Punkten vor Jordan Jowtschew den ersten Platz belegte. Im selben Jahr nahm er an der Universiade in Bangkok teil und sicherte sich dort an den Ringen ebenfalls die Goldmedaille. Darüber hinaus belegte er im Mannschaftsmehrkampf Rang drei.
Ein Jahr darauf gehörte Worobjow zum ukrainischen Kader bei den Olympischen Spielen 2008 in Peking. In der Qualifikation für den Einzelmehrkampf ging er lediglich an den Ringen an den Start und erzielte mit 16,250 Punkten das drittbeste Resultat. Damit verpasste er als 96. das Finale des Einzelwettkampfs, qualifizierte sich aber für das Finale seines Spezialgeräts. Im Finale an den Ringen verbesserte er seine Punktzahl auf 16,325 Punkte, womit er hinter dem Chinesen Chen Yibing, der mit 16,600 Punkten Olympiasieger wurde, und dessen zweitplatzierten Landsmann Yang Wei mit 16,425 Punkten, Dritter wurde und die Bronzemedaille erhielt.
2009 belegte Worobjow bei den Europameisterschaften in Mailand hinter Yuri van Gelder den zweiten Platz und bei den Weltmeisterschaften in London hinter Yan Mingyong und Jordan Jowtschew den dritten Platz.